# 2023年J2最終節
2023年J2最終節では、2023年11月12日に行われた2023明治安田生命J2リーグ第42節（最終節）について記す。なお、本項では特に、最終節開始時点でJ1リーグへの自動昇格となる2位に入る可能性のあった清水エスパルス（清水）・ジュビロ磐田（磐田）・東京ヴェルディ（東京V）、ならびに同じくJ1昇格プレーオフ進出となる6位に入る可能性のあったヴァンフォーレ甲府（甲府）・モンテディオ山形（山形）・V・ファーレン長崎（長崎）の6クラブの絡む試合を中心に記す。

## 最終節までの経緯
この年のJ2リーグは、黒田剛を新監督に招聘し、大型補強を敢行したFC町田ゼルビアがシーズンをリードする形となり、2位以下に多くのクラブが絡む混戦模様となる。前半戦折り返し時点では1位町田、2位大分トリニータ、3位東京ヴェルディに続いて、4位長崎から甲府・磐田・清水・ロアッソ熊本・ベガルタ仙台・ザスパクサツ群馬・ファジアーノ岡山・山形・藤枝MYFCを挟んで14位ブラウブリッツ秋田までが勝ち点差8の中にひしめき合う混戦模様となっていった。 更にそこから進んで第31節終了時点では、FWファビアン・ゴンザレスの契約を巡る国際サッカー連盟（FIFA）からの補強禁止処分を受けた状況で、2022 FIFAワールドカップ終了時まで日本代表のコーチとして活動した横内昭展が率いる磐田、開幕から7戦勝ち無し（5分2敗）となった時点で監督ゼ・リカルドと契約解除し、前水戸監督の秋葉忠宏コーチを監督に昇格させ、リーグ戦10得点10アシストのMF乾貴士を中心としてリーグ2位の78得点をたたき出す強力な攻撃陣を構築した清水、昨季途中より城福浩が指揮を執り、リーグトップの31失点と守備の安定感によりシーズンを通し上位を保ち続ける東京V の3クラブが町田を交えた優勝争いを展開する一方、5位大分から山形・長崎・群馬・甲府・岡山を挟んで11位ジェフユナイテッド千葉までも勝ち点差7の中に混在する状況となる。
昇格争いのうち、町田は第39節に熊本に勝利した時点で2位以内を確定させJ1昇格を決めた。その翌節には清水が熊本に敗れ町田の優勝も確定した。もう1枠の昇格争いは、前述の清水と、千葉や栃木との1点差ゲームを制し続けた東京Vと、静岡ダービーに敗れるもそこから3試合負けなしで猛追する磐田という構図だった。一方プレーオフ争いでは、群馬が荒天で延期となった試合を含め第36節からの5試合で未勝利（3分2敗）と停滞したのが響き、岡山も第35節からの6試合でわずか1勝（3分2敗）と停滞、第41節第1日で甲府が勝利した時点で共に6位以内の可能性が消滅する。また、大分も後半戦で勝ちきれない試合が続きプレーオフ進出圏内の6位から脱落、第41節で最下位ツエーゲン金沢と引き分けた結果、6位以内の可能性が消滅する。一方、シーズン序盤は低迷した千葉は第31節から7連勝を飾るなど後半戦で勢いを増し、第41節で群馬に勝利しプレーオフ進出をいち早く確定させる。この結果、清水・磐田・東京Vの3クラブが自動昇格を、篠田善之の下でAFCチャンピオンズリーグ2023/24との過密日程をターンオーバーで乗り切ってプレーオフを目指す甲府、第3節から8連敗を喫する などスタートダッシュに失敗し、第13節には21位にまで低迷する中、4月からピーター・クラモフスキーの後任としてコーチから昇格した渡邉晋の下で選手起用の見直しと戦術の明確化を図ってチームを立て直し、3度の5連勝を挙げるなど驚異の巻き返しを見せる山形、ホーム最終戦の仙台との一戦で後半アディショナルタイムのゴールで辛うじてプレーオフ進出の可能性を残した長崎 の3クラブがプレーオフ進出を賭けて戦うこととなった。以下は、第41節終了時点の順位表。
| 順 | チーム                     | 試 | 勝 | 分 | 敗 | 得 | 失 | 差  | 点 | 昇格または降格       |
| -- | -------------------------- | -- | -- | -- | -- | -- | -- | --- | -- | -------------------- |
| 1  | FC町田ゼルビア (C, P)      | 41 | 25 | 9  | 7  | 76 | 34 | +42 | 84 | J1昇格               |
| 2  | 清水エスパルス             | 41 | 20 | 13 | 8  | 77 | 33 | +44 | 73 | J1昇格               |
| 3  | ジュビロ磐田               | 41 | 20 | 12 | 9  | 72 | 43 | +29 | 72 | J1昇格プレーオフ進出 |
| 4  | 東京ヴェルディ             | 41 | 20 | 12 | 9  | 55 | 31 | +24 | 72 | J1昇格プレーオフ進出 |
| 5  | ジェフユナイテッド千葉 (Q) | 41 | 19 | 10 | 12 | 60 | 50 | +10 | 67 | J1昇格プレーオフ進出 |
| 6  | ヴァンフォーレ甲府         | 41 | 18 | 10 | 13 | 59 | 48 | +11 | 64 | J1昇格プレーオフ進出 |
| 7  | モンテディオ山形           | 41 | 20 | 4  | 17 | 62 | 53 | +9  | 64 |                      |
| 8  | V・ファーレン長崎          | 41 | 17 | 11 | 13 | 67 | 55 | +12 | 62 |                      |
| 9  | 大分トリニータ             | 41 | 16 | 11 | 14 | 52 | 55 | −3  | 59 | PO進出の可能性消滅   |

## 最終節
最終節、6クラブが絡む対戦カードは下記の通り。いずれも13時03分の同時キックオフが予定されていた。
- 水戸ホーリーホック - 清水エスパルス（ケーズデンキスタジアム水戸）
- 栃木SC - ジュビロ磐田（カンセキスタジアムとちぎ）
- 大宮アルディージャ - 東京ヴェルディ（NACK5スタジアム大宮）
- モンテディオ山形 - ヴァンフォーレ甲府（NDソフトスタジアム山形）
- ジェフユナイテッド千葉 - V・ファーレン長崎（フクダ電子アリーナ）

### 自動昇格の条件
自動昇格の可能性を残す3クラブについては、磐田・東京Vとも引き分けでは得失点差で清水を上回ることは非常に困難であり、現実的に自動昇格となる条件は以下の通りといえた。
- 清水：勝利で無条件にJ1自動昇格、引き分け以下の場合は磐田・東京Vが共に引き分け以下の場合
- 磐田：勝利して清水が引き分け以下かつ東京Vが5点差以下での勝利もしくは引き分け以下の場合
- 東京V：勝利して清水・磐田が共に引き分け以下の場合

すなわち、清水のみが自力で自動昇格を決められる状況にあり、非常に有利な状況と言えたが、逆に引き分け以下であれば自動昇格を逃す可能性も限りなく高いということだった。
自動昇格を争う3クラブはいずれも下位相手（17位水戸、18位栃木、21位大宮）のアウェイでの対戦となるが、水戸は清水を指揮する秋葉忠宏が前年まで率いていたクラブで、栃木と大宮は監督の時崎悠・原崎政人の退任が発表されており、いずれもモチベーション高く望む相手との対戦となった。

### プレーオフ進出の条件
プレーオフ進出を争う3クラブについては、山形と甲府の直接対決が組まれており、プレーオフ進出となる条件は以下の通りであった。
- 山形vs甲府でどちらかが勝利：勝利したクラブがプレーオフ進出
- 山形vs甲府が引き分けた場合：長崎が勝てば長崎が、勝てなければ甲府がプレーオフ進出

このように、長崎は唯一自力でのプレーオフ進出の可能性がないもの、得失点差で長崎が両者を上回っていたことから、アウェイとはいえ勝てば逆転でのプレーオフ進出可能性が生じうる状況であった。

### 前半
5会場のうち最初に試合が動いたのはフクアリで、12分に千葉MF田口泰士が右足でクロスを送ると、DF鈴木大輔やFWドゥドゥが続けざまにシュートを放ち、最後はこぼれ球をMF見木友哉がヘディングで押し込んで千葉が先制する。最低でも勝利が必要となる長崎だったが、その9分後には長崎MFマルコス・ギリェルメのスルーパスに反応したMF澤田崇が決めてすぐさま同点に追いつく。
一方、カンセキで戦うアウェイの磐田は序盤から選手達の動きに硬さが見られるのか、序盤から栃木に押し込まれる展開が続き、24分に栃木MF福森健太のアーリークロスを胸で納めたFW大島康樹のボレーシュートが決まって先制を許す。しかしこれでスイッチが入った磐田も徐々に攻勢を強め、41分にMF上原力也のショートコーナーをMF松本昌也がマイナス方向へのパスを送り、これをFWドゥドゥが強烈なシュート。これが栃木FWイスマイラに当たって軌道が変わったことも幸いし、ゴールに吸い込まれて磐田が同点に追いつく。
そして、唯一自力での自動昇格の可能性を残す清水だったが、前半からホーム水戸の攻撃に圧倒される場面が続き、なんとか無失点で終えるも前半はシュート0に終わってスコアレスで折り返すのがやっとの展開であった。NACKで戦う東京Vも現役引退を発表した大宮GK南雄太の前にゴールを割ることが出来ない。さらに、プレーオフ進出直接対決となる山形と甲府の対戦も、双方にチャンスを生み出しながら得点には至らず、スコアレスで折り返す。
この結果、各試合とも同点で前半を終了し、このまま進めば清水が自動昇格、甲府が昇格プレーオフ進出となる状況であった。
| 順位 | クラブ名               | スコア | 勝点 | 得失点 | 昇降 |
| ---- | ---------------------- | ------ | ---- | ------ | ---- |
| 2位  | 清水エスパルス         | 0-0    | 74   | +44    | -    |
| 3位  | ジュビロ磐田           | 1-1    | 73   | +29    | -    |
| 4位  | 東京ヴェルディ         | 0-0    | 73   | +24    | -    |
| 5位  | ジェフユナイテッド千葉 | 1-1    | 68   | +10    | -    |
| 6位  | ヴァンフォーレ甲府     | 0-0    | 65   | +11    | -    |
| 7位  | モンテディオ山形       | 0-0    | 65   | +9     | -    |
| 8位  | V・ファーレン長崎      | 1-1    | 63   | +12    | -    |

1. ↑  この時点でのスコアでそのまま試合終了すると仮定したもの

### 後半
各会場とも後半も立ち上がりは試合は動かなかったが、60分過ぎに各会場で試合が動き始める。
まず61分、カンセキではDF松原后ののクロスボールにMF松本昌也がヘディングでゴールに叩き込み、磐田が逆転に成功すると、 直後の62分にはKsスタで水戸MF杉浦文哉のクロスにFW安藤瑞季のヘディングシュートが決まり、清水が水戸に手痛い先制点を許す。さらにNACKでは63分にカウンターからこの試合が復帰戦となったMF森田晃樹の折り返しにMF綱島悠斗が合わせて東京Vがユース同期コンビの連係でついに先制点を挙げる。また同時刻のNDスタでは甲府FW三平和司が得たPKをFWクリスティアーノが決めて直接対決で待望の先制点を挙げる。甲府がリードしたためこのままでは勝ってもプレーオフに進めない長崎であったが、66分に長崎MF松澤海斗がDF鈴木大輔に倒されてPKを得ると、これをリーグ得点王となったFWフアンマ・デルガドが決めて長崎が逆転に成功する。これにより、このまま進めば磐田が逆転で2位で自動昇格、甲府はそのままプレーオフ進出となる展開となった。
| 順位 | クラブ名               | スコア | 勝点 | 得失点 | 昇降 |
| ---- | ---------------------- | ------ | ---- | ------ | ---- |
| 2位  | ジュビロ磐田           | 2-1    | 75   | +30    | 1    |
| 3位  | 東京ヴェルディ         | 1-0    | 75   | +25    | 1    |
| 4位  | 清水エスパルス         | 0-1    | 73   | +43    | 2    |
| 5位  | ヴァンフォーレ甲府     | 1-0    | 67   | +12    | 1    |
| 6位  | ジェフユナイテッド千葉 | 1-2    | 67   | +9     | 1    |
| 7位  | V・ファーレン長崎      | 2-1    | 65   | +13    | 1    |
| 8位  | モンテディオ山形       | 0-1    | 64   | +8     | 1    |

1. ↑  この時点でのスコアでそのまま試合終了すると仮定したもの

その後試合は各会場とも終盤を迎え、NACKでは78分にMF中原輝が右サイドからのドリブル突破でミドルシュートを放つとこれが決まり、東京Vが追加点を挙げる が、得失点差での関係で磐田に追いつくことは出来ない。一方追い込まれた清水は水戸ゴール前に猛攻を仕掛けると、81分にDF山原怜音のクロスにFWチアゴ・サンタナがヘディングで叩き込んでようやく同点に追いつくが、磐田がリードしているためこのままでは自動昇格は果たせない ため、清水はもう1点を必死に奪いに行く。そして82分にはフクアリで長崎GK波多野豪のパントキックへの千葉守備陣の処理ミスの間隙を突いてMF増山朝陽がゴールに向かって流し込み、長崎が決定的な3点目を挙げる と、その直後の83分にはNDスタで山形DF小野雅史が甲府MF松本凪生に倒されてPKを獲得、これを途中出場のFW宮城天が決めて同点に追いつき、このまま終わると長崎が逆転でプレーオフ進出となる展開となって各会場アディショナルタイムを迎える。
| 順位 | クラブ名               | スコア | 勝点 | 得失点 | 昇降 |
| ---- | ---------------------- | ------ | ---- | ------ | ---- |
| 2位  | ジュビロ磐田           | 2-1    | 75   | +30    | -    |
| 3位  | 東京ヴェルディ         | 2-0    | 75   | +26    | -    |
| 4位  | 清水エスパルス         | 1-1    | 74   | +44    | -    |
| 5位  | ジェフユナイテッド千葉 | 1-3    | 67   | +8     | 1    |
| 6位  | V・ファーレン長崎      | 3-1    | 65   | +14    | 1    |
| 7位  | ヴァンフォーレ甲府     | 1-1    | 65   | +11    | 2    |
| 8位  | モンテディオ山形       | 1-1    | 65   | +9     | -    |

1. ↑  この時点でのスコアでそのまま試合終了すると仮定したもの

このまま試合が終了して山形と甲府が共倒れするかと思われたNDスタの90+2分、山形MF南秀仁の折り返しに途中投入されたFWデラトーレが左足で押し込んで、土壇場で山形が勝ち越しに成功 し、そのまま各会場とも試合が終了。清水は終盤猛攻を仕掛けながらも勝ち越し点が奪えず試合終了。勝点1に甘んじて東京Vにもかわされ土壇場で4位に転落、最後まで集中した守備でリードを守り切った磐田が逆転で2位に浮上して逆転でにJ1自動昇格を決めた。また、山形は得失点差で千葉を上回って5位に滑り込み、甲府は最後の最後にプレーオフ進出を逃した。また長崎はプレーオフ進出を逃したものの、1つ順位を上げ7位でシーズンを終えた。
| 順位 | クラブ名               | スコア | 勝点 | 得失点 | 昇降 |
| ---- | ---------------------- | ------ | ---- | ------ | ---- |
| 2位  | ジュビロ磐田           | 2-1    | 75   | +30    | -    |
| 3位  | 東京ヴェルディ         | 2-0    | 75   | +26    | -    |
| 4位  | 清水エスパルス         | 1-1    | 74   | +44    | -    |
| 5位  | モンテディオ山形       | 2-1    | 67   | +10    | 3    |
| 6位  | ジェフユナイテッド千葉 | 1-3    | 67   | +8     | 1    |
| 7位  | V・ファーレン長崎      | 3-1    | 65   | +14    | 1    |
| 8位  | ヴァンフォーレ甲府     | 1-2    | 64   | +10    | 1    |

## 試合結果
| 水戸ホーリーホック | 1 - 1    | 清水エスパルス        |
| ------------------ | -------- | --------------------- |
| 安藤瑞季 62分      | レポート | チアゴ・サンタナ 81分 |

| 大宮アルディージャ | 0 - 2    | 東京ヴェルディ                |
| ------------------ | -------- | ----------------------------- |
|                    | レポート | - 綱島悠斗 63分 - 中原輝 78分 |

| 栃木SC          | 1 - 2    | ジュビロ磐田                    |
| --------------- | -------- | ------------------------------- |
| - 大島康樹 24分 | レポート | - ドゥドゥ 41分 - 松本昌也 61分 |

| モンテディオ山形                       | 2 - 1    | ヴァンフォーレ甲府           |
| -------------------------------------- | -------- | ---------------------------- |
| - 宮城天 82分 (PK) - デラトーレ 90+2分 | レポート | - クリスティアーノ 63分 (PK) |

| ジェフユナイテッド千葉 | 1 - 3    | V・ファーレン長崎                                            |
| ---------------------- | -------- | ------------------------------------------------------------ |
| - 見木友哉 12分        | レポート | - 澤田崇 21分 - フアンマ・デルガド 66分 (PK) - 増山朝陽 82分 |

| 順 | チーム                     | 試 | 勝 | 分 | 敗 | 得 | 失 | 差  | 点 | 昇格または降格       |
| -- | -------------------------- | -- | -- | -- | -- | -- | -- | --- | -- | -------------------- |
| 1  | FC町田ゼルビア (C, P)      | 42 | 26 | 9  | 7  | 79 | 35 | +44 | 87 | J1昇格               |
| 2  | ジュビロ磐田 (P)           | 42 | 21 | 12 | 9  | 74 | 44 | +30 | 75 | J1昇格               |
| 3  | 東京ヴェルディ (Q)         | 42 | 21 | 12 | 9  | 57 | 31 | +26 | 75 | J1昇格プレーオフ進出 |
| 4  | 清水エスパルス (Q)         | 42 | 20 | 14 | 8  | 78 | 34 | +44 | 74 | J1昇格プレーオフ進出 |
| 5  | モンテディオ山形 (Q)       | 42 | 21 | 4  | 17 | 64 | 54 | +10 | 67 | J1昇格プレーオフ進出 |
| 6  | ジェフユナイテッド千葉 (Q) | 42 | 19 | 10 | 13 | 61 | 53 | +8  | 67 | J1昇格プレーオフ進出 |
| 7  | V・ファーレン長崎          | 42 | 18 | 11 | 13 | 70 | 56 | +14 | 65 | J2残留               |
| 8  | ヴァンフォーレ甲府         | 42 | 18 | 10 | 14 | 60 | 49 | +11 | 64 | J2残留               |